# واکامورا مایومی
واکامورا مایومی (انگلیسی: Mayumi Wakamura؛ زادهٔ ۳ ژانویهٔ ۱۹۶۷) یک هنرپیشه اهل ژاپن است. وی از سال ۱۹۸۷ میلادی تاکنون مشغول فعالیت بوده‌است.